# Escut de Begur
L'escut de Begur mostra el castell de Begur al costat del mar i les armes reials de Catalunya (els quatre pals), perquè la vila de Begur (Baix Empordà) estava sota la jurisdicció de la Corona.

## Escut heràldic
L'escut té el següent blasonament oficial:
| « | Escut caironat partit: 1r. d'argent, un castell obert de sable sostingut sobre un mar en forma de peu d'atzur carregat de 2 faixes ondades d'argent; 2n. d'or, 4 pals de gules. Per timbre una corona mural de vila. | » |

Va ser aprovat el 3 de setembre de 1993 i publicat al DOGC el dia 17 del mateix mes amb el número 1798.

## Bandera de Begur
La bandera de Begur està basada en l'escut heràldic. Té la següent descripció oficial:
| « | Bandera apaïsada de proporcions dos d'alt per tres de llarg dividida en creu en quatre parts, les dues del pal quadrades separades entre si per una línia ondada de dues ones, la superior blanca i carregada amb el castell negre de l'escut, d'altura 1/3 del total de l'alt del drap, i la inferior blava; les dues parts del vol, vermella la superior i groga la inferior. | » |

Va ser publicada en el DOGC el 6 de setembre de 1995.